# Tamopsis brachycauda
Tamopsis brachycauda är en spindelart som beskrevs av Baehr 1987. Tamopsis brachycauda ingår i släktet Tamopsis och familjen Hersiliidae. Inga underarter finns listade i Catalogue of Life.